# Julie Ruocco
Julie Ruocco est une écrivaine française.

## Biographie
Julie Ruocco est native des Ardennes. Elle étudie les lettres et les humanités à Lille en classes préparatoires, au sein du Lycée Faidherbe. Elle intègre l'Institut d'études politiques d'Aix-en-Provence pour y suivre une formation en droit européen et en relations internationales. Dans le cadre de ses études, elle entreprend des recherches sur les jeux vidéo et les propriétés esthétiques du medium. Son mémoire est récompensé en 2015 par le prix d’honneur de l'Institut d'études politiques d'Aix-en-Provence. Il est publié sous le titre Et si jouer était un art ? Notre subjectivité esthétique à l'épreuve du jeu vidéo.
Elle est ensuite assistante parlementaire au Parlement européen pour Karima Delli.
En 2021, elle publie son premier roman Furies notant que le confinement lié au COVID-19 en 2020 lui a donné le temps de se consacrer uniquement à l'écriture de ce livre. Le roman, qui se déroule pendant la guerre civile syrienne, parle de Bérénice, une jeune archéologue française qui fait passer clandestinement des antiquités de la Syrie vers l'Europe et d'un pompier syrien devenu fossoyeur. Les thèmes incluent la bravoure des femmes, les effets de la guerre et le sort des Kurdes. Furies a reçu le Prix Envoyé par La Poste. Il est nommé pour le Prix littéraire du Monde.

## Livres
- Et si jouer était un art ? Notre subjectivité esthétique à l'épreuve du jeu vidéo, Editions L'Harmattan, 2016, (ISBN 978-2343102290)
- Furies, Actes Sud, 2021, (ISBN 978-2-330-15385-4)